# ایزاک گاسکواین
ایزاک گاسکواین (انگلیسی: Isaac Gascoyne؛ ۱۷۶۳ – ۲۶ اوت ۱۸۴۱) نظامی و سیاستمدار اهل پادشاهی متحد بریتانیای کبیر و ایرلند بود.